# Satomi Yoshitoyo
Satomi Yoshitoyo (1513 – 1534) è stato un samurai del clan Satomi durante il periodo Sengoku.
Yoshitoyo era il figlio maggiore di Satomi Yoshimichi e voleva diventare il nuovo signore del clan nel suo passaggio alla maggiore età. Nel 1533 si ribellò contro suo zio Sanetaka e lo costrinse a commettere seppuku. L'anno successivo Satomi Yoshitaka raggruppò un'armata ed attaccò Yoshitoyo al castello di Inamura. Di fronte a forze schiaccianti, Yoshitoyo commise suicidò nel maggio 1534.